# لاري ريدلي
لاري ريدلي (بالإنجليزية: Larry Ridley)‏ هو معلم موسيقى وأستاذ جامعي وعازف جاز أمريكي، ولد في 3 سبتمبر 1937 في إنديانابوليس في الولايات المتحدة.

## وصلات خارجية
- الموقع الرسمي
- لاري ريدلي على موقع ميوزك برينز (الإنجليزية)
- لاري ريدلي على موقع أول ميوزيك (الإنجليزية)
- لاري ريدلي على موقع ديسكوغز (الإنجليزية)